# Amaro Viana Barbosa
Amaro Viana Barbosa, detto Amaro (Campos dos Goytacazes, 11 aprile 1937 – 21 settembre 2010), è stato un calciatore brasiliano, di ruolo centrocampista.

## Carriera
Vinse il campionato carioca nel 1960.